# Internationale Lenkungsgruppe für den Kosovo
Die Internationale Lenkungsgruppe für den Kosovo (englisch International Steering Group for Kosovo, kurz ISG, offiziell International Civilian Office - European Union Special Representative) war eine aus mehreren Staaten gegründete, im Kosovo operierende Behörde, die von 2008 bis 2012 für die Implementierung des „umfassenden Vorschlags für eine Regelung des Status des Kosovo“ (engl. Comprehensive Proposal for a Status Settlement for Kosovo) zuständig war.

## Hintergrund
Nach dem Kosovokrieg 1999 wurde der Kosovo unter Protektorat der Vereinten Nationen gestellt. Für Verwaltungsaufgaben und weitere technische Fragen war fortan die von der UN gebildete United Nations Interim Administration Mission in Kosovo (UNMIK) verantwortlich. Die Missionsentsendung stützte sich auf die Resolution 1244 des UN-Sicherheitsrates vom 10. Juni 1999.
Am 24. Oktober 2005 beschloss die UN, dass Verhandlungen über die Statusfrage des Kosovo aufgenommen werden können. Die sog. „Kosovo-Troika“ aus Europäischer Union, Vereinigten Staaten und Russland vermittelte ab dem 20. Februar 2006 zwischen den Kosovo-Albanern und Serbien. Der ehemalige finnische Staatspräsident Martti Ahtisaari leitete die Verhandlungen.
Ein Jahr später stellte Ahtisaari am 2. Februar 2007 den sog. „Ahtisaari-Plan“ vor, wonach es sich um eine international überwachte Unabhängigkeit handeln sollte, wobei der Begriff Unabhängigkeit im Vorschlag nicht explizit verwendet wurde. Schließlich wurde am 17. Februar 2008 die unabhängige Republik Kosovo vom kosovarischen Parlament ausgerufen. Seitdem haben 117 der 193 Mitgliedstaaten der Vereinten Nationen (und Taiwan) die junge Republik anerkannt.
Am 28. Februar 2008 beschloss die EU, eine internationale „Lenkungsgruppe“ in den Kosovo zu schicken, um die Unabhängigkeit des Landes zu „überwachen“ – wie es im Ahtisaari-Plan vorgesehen war. Als Leiter der ISG wurde der niederländische Diplomat Pieter Feith ernannt. Gleichzeitig wurde mit der „Rechtsstaatlichkeitsmission der Europäischen Union im Kosovo“ (EULEX Kosovo) eine technische Mission entsandt, die beobachtende und beratende Funktionen ausübt.
Am 10. September 2012 wurde die Tätigkeit und Mission offiziell beendet.

## Aufgaben
Primäre Aufgabe war die Implementierung des „Ahtisaari-Planes“. Sie half dem Kosovo bei dessen demokratischer Entwicklung in den Jahren nach der Unabhängigkeitserklärung und versuchte, gute Regierungsführung, Multi-Ethnizität und Rechtsstaatlichkeit zu fördern.

## Gruppenmitglieder
Die Organisation wurde von folgenden 25 Staaten unterstützt: Belgien, Bulgarien, Dänemark, Deutschland, Estland, Finnland, Frankreich, Irland, Italien, Kroatien, Lettland, Litauen, Luxemburg, die Niederlande, Norwegen, Österreich, Polen, Schweden, die Schweiz, Slowenien, Tschechien, die Türkei, Ungarn, das Vereinigte Königreich und die Vereinigten Staaten.